# Vittorina Benvenuti
Vittorina Benvenuti (Alessandria, 11 giugno 1884 – Ancona, 6 maggio 1965) è stata un'attrice italiana.

## Biografia
Nata ad Alessandria, iniziò la sua carriera di attrice presso alcune filodrammatiche di Torino, per poi passare a diverse compagnie teatrali, spesso accanto al marito,  l'attore Guglielmo Barnabò, recitando anche in dialetto piemontese. Nel mondo del cinematografo muto iniziò a lavorare alla metà degli anni venti con la casa di produzione Alba diretta da Mario Almirante, proseguendo poi nel sonoro con circa 20 pellicole girate prevalentemente a Roma sino al 1958.
Attiva dal 1934 anche nella prosa radiofonica dell'EIAR e della Rai del dopoguerra, dal 1956 fu presente anche in prose televisive.

## Filmografia
- La bellezza del mondo, regia di Mario Almirante (1926)
- Ho perduto mio marito, regia di Enrico Guazzoni (1937)
- È caduta una donna, regia di Alfredo Guarini (1941)
- I mariti (Tempesta d'anime), regia di Camillo Mastrocinque (1941)
- I sette peccati, regia di Ladislao Kish (1941)
- La bocca sulla strada, regia di Roberto Roberti (1941)
- Acque di primavera, regia di Nunzio Malasomma (1942)
- Il fidanzato di mia moglie, regia di Carlo Ludovico Bragaglia (1943)
- I nostri sogni, regia di Vittorio Cottafavi (1943)
- Il diavolo va in collegio, regia di Jean Boyer (1943)
- Principessina, regia di Tullio Gramantieri (1943)
- Senza una donna, regia di Alfredo Guarini (1943)
- Il diavolo bianco, regia di Nunzio Malasomma (1947)
- Il monello della strada, regia di Carlo Borghesio (1950)
- Vita da cani, regia di Steno e Mario Monicelli (1950)
- Bellissima, regia di Luchino Visconti (1951)
- Wanda, la peccatrice, regia di Duilio Coletti (1952)
- Puccini, regia di Carmine Gallone (1953)
- La domenica della buona gente, regia di Anton Giulio Majano (1953)
- Il matrimonio, regia di Antonio Petrucci (1953)
- Mi permette, babbo!, regia di Mario Bonnard (1956)
- Le dritte, regia di Mario Amendola (1958)

## Prosa televisiva Rai

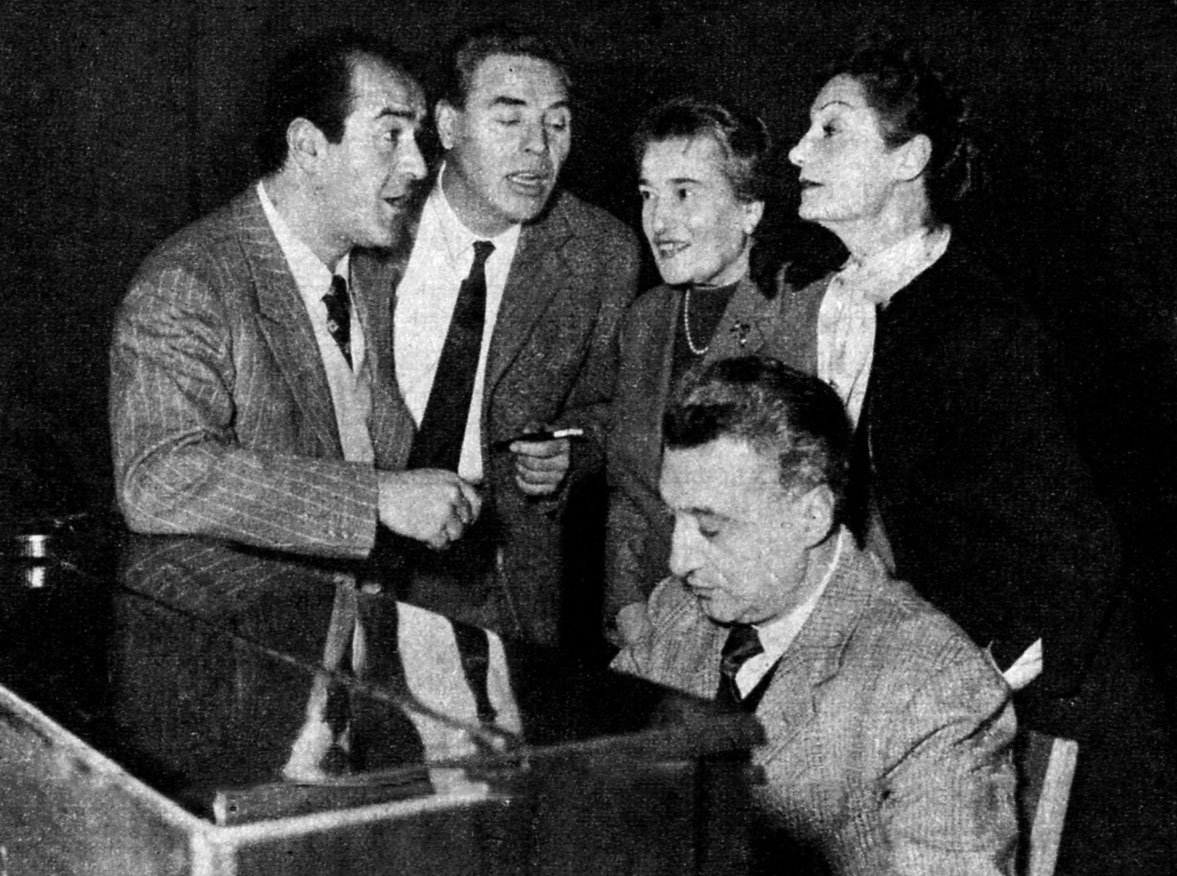
Ivo Garrani, Roldano Lupi, Vittorina Benvenuti, Claudio Fino e Sarah Ferrati durante le prove per una commedia negli studi televisivi Rai, 1957

- La fiaccola sotto il moggio, regia di Alberto Casella, trasmessa il 25 luglio 1956.
- Un mese in campagna, regia di Mario Landi, trasmessa il 25 ottobre 1957.
- Luce e gas, regia di Claudio Fino, trasmessa il 24 gennaio 1958.
- Chirurgia estetica di Vincenzo Tieri, regia di Guglielmo Morandi, trasmessa il 29 agosto 1958.
- Maria Stuarda di Friedrich Schiller, regia di Claudio Fino, trasmessa il 7 novembre 1958.
- Le allegre comari di Windsor di William Shakespeare, regia di Pietro Sharoff, trasmessa il 29 maggio 1959.
- Casa paterna, regia di Mario Landi, trasmessa il 12 febbraio 1960.
- Zio Vanja di Anton Čechov, regia di Claudio Fino, trasmessa il 13 aprile 1962.
- Il rinoceronte, regia di Franco Enriquez, trasmessa il 23 luglio 1962.

## Prosa radiofonica Rai
- Delirio, radiodramma di Diego Fabbri, regia di Pietro Masserano Taricco, trasmesso il 6 luglio 1949
- Pioggia, radiodramma di Ermanno Carsana, regia di Pietro Masserano Taricco, trasmessa il 20 luglio 1949.
- La tela di Penelope, di Raffaele Calzini, regia di Alberto Casella, trasmessa il 23 febbraio 1954